# Ulysses Llanez
Ulysses Llanez Jr. (Lynwood, 2 april 2001) is een Amerikaans voetballer van Mexicaanse afkomst die door SKN Sankt Pölten van VfL Wolfsburg wordt gehuurd.

## Carrière
Ulysses Llanez speelde in de jeugd van Los Angeles Galaxy, waar hij van 2017 tot 2018 ook in het tweede elftal, wat in de USL Championship uitkomt, speelde. In 2019 vertrok hij naar VfL Wolfsburg. In het seizoen 2019/20 zat hij twee keer op de bank in de Bundesliga voor Wolfsburg. In het seizoen 2020/21 wordt hij verhuurd aan sc Heerenveen. Hij debuteerde voor Heerenveen op 2 oktober 2020, in de met 1-1 gelijkgespeelde uitwedstrijd tegen FC Utrecht. Na enkele invalbeurten kwam hij niet meer in actie voor Heerenveen, en in februari 2021 vertrok hij vanwege privéproblemen naar Amerika. In het seizoen 2021/22 wordt hij verhuurd aan het Oostenrijkse SKN Sankt Pölten.

### Statistieken
| Seizoen                     | Club                  | Land             | Competitie       | Competitie | Competitie | Beker | Beker | Totaal | Totaal |
| Seizoen                     | Club                  | Land             | Competitie       | Wed.       | Dlp.       | Wed.  | Dlp.  | Wed.   | Dlp.   |
| --------------------------- | --------------------- | ---------------- | ---------------- | ---------- | ---------- | ----- | ----- | ------ | ------ |
| 2017                        | Los Angeles Galaxy II | Verenigde Staten | USL Championship | 2          | 0          | –     | –     | 2      | 0      |
| 2018                        | Los Angeles Galaxy II | Verenigde Staten | USL Championship | 10         | 2          | –     | –     | 10     | 2      |
| 2019/20                     | VfL Wolfsburg         | Duitsland        | Bundesliga       | 0          | 0          | 0     | 0     | 0      | 0      |
| 2020/21                     | → sc Heerenveen       | Nederland        | Eredivisie       | 5          | 0          | 1     | 0     | 6      | 0      |
| 2021/22                     | → SKN Sankt Pölten    | Oostenrijk       | 2. Liga          | 18         | 3          | 2     | 0     | 20     | 3      |
| Carrièretotaal              | Carrièretotaal        | Carrièretotaal   | Carrièretotaal   | 35         | 5          | 3     | 0     | 38     | 5      |
| Bijgewerkt op 31 maart 2022 |                       |                  |                  |            |            |       |       |        |        |

### Interlandcarrière
Ulysses Llanez is van Mexicaanse afkomst, en ging zodoende op trainingskamp met het Mexicaanse voetbalelftal onder 16, maar kwam nooit voor dit elftal in actie. Wel vertegenwoordigde hij Amerikaanse jeugdelftallen. In 2020 werd hij voor het eerst geselecteerd voor het Amerikaans voetbalelftal door bondscoach Gregg Berhalter. Hij debuteerde voor de Verenigde Staten op 1 februari 2020, in de met 1-0 gewonnen oefenwedstrijd tegen Costa Rica waarin hij het enige doelpunt scoorde.
| Interlands van Ulysses Llanez voor Verenigde Staten | Interlands van Ulysses Llanez voor Verenigde Staten | Interlands van Ulysses Llanez voor Verenigde Staten | Interlands van Ulysses Llanez voor Verenigde Staten | Interlands van Ulysses Llanez voor Verenigde Staten | Interlands van Ulysses Llanez voor Verenigde Staten |
| №                                                   | Datum                                               | Wedstrijd                                           | Uitslag                                             | Soort wedstrijd                                     | Doelpunten                                          |
| Als speler bij VfL Wolfsburg                        | Als speler bij VfL Wolfsburg                        | Als speler bij VfL Wolfsburg                        | Als speler bij VfL Wolfsburg                        | Als speler bij VfL Wolfsburg                        | Als speler bij VfL Wolfsburg                        |
| --------------------------------------------------- | --------------------------------------------------- | --------------------------------------------------- | --------------------------------------------------- | --------------------------------------------------- | --------------------------------------------------- |
| 1.                                                  | 1 februari 2020                                     | Verenigde Staten − Costa Rica                       | 1 – 0                                               | Vriendschappelijk                                   | 1                                                   |
| Als speler bij sc Heerenveen                        |                                                     |                                                     |                                                     |                                                     |                                                     |
| 2.                                                  | 12 november 2020                                    | Wales − Verenigde Staten                            | 0 – 0                                               | Vriendschappelijk                                   | 0                                                   |
| 3.                                                  | 16 november 2020                                    | Panama − Verenigde Staten                           | 6 – 2                                               | Vriendschappelijk                                   | 0                                                   |